# Massakern i Aurora
Massakern i Aurora var ett skottdåd som skedde fredagen den 20 juli 2012 i staden Aurora, en förstad till Denver i Colorado. Skottlossningen ägde rum under premiären av Batman-filmen The Dark Knight Rises i biografen The Century 16 Theater, som ligger cirka 15 kilometer öster om centrala Denver. Det hade gått 30 minuter av filmen då en maskerad gärningsman öppnade eld i biosalongen. Minst 12 personer uppgavs vara döda.
Efter dådet greps gärningsmannen vid sin bil utan att göra motstånd. Polisen ska ha funnit sprängämnen hemma hos den gripne. Mordplatsen ligger bara 30 minuter från Columbine High School i Littleton där Columbinemassakern skedde den 20 april 1999.

## Skotten

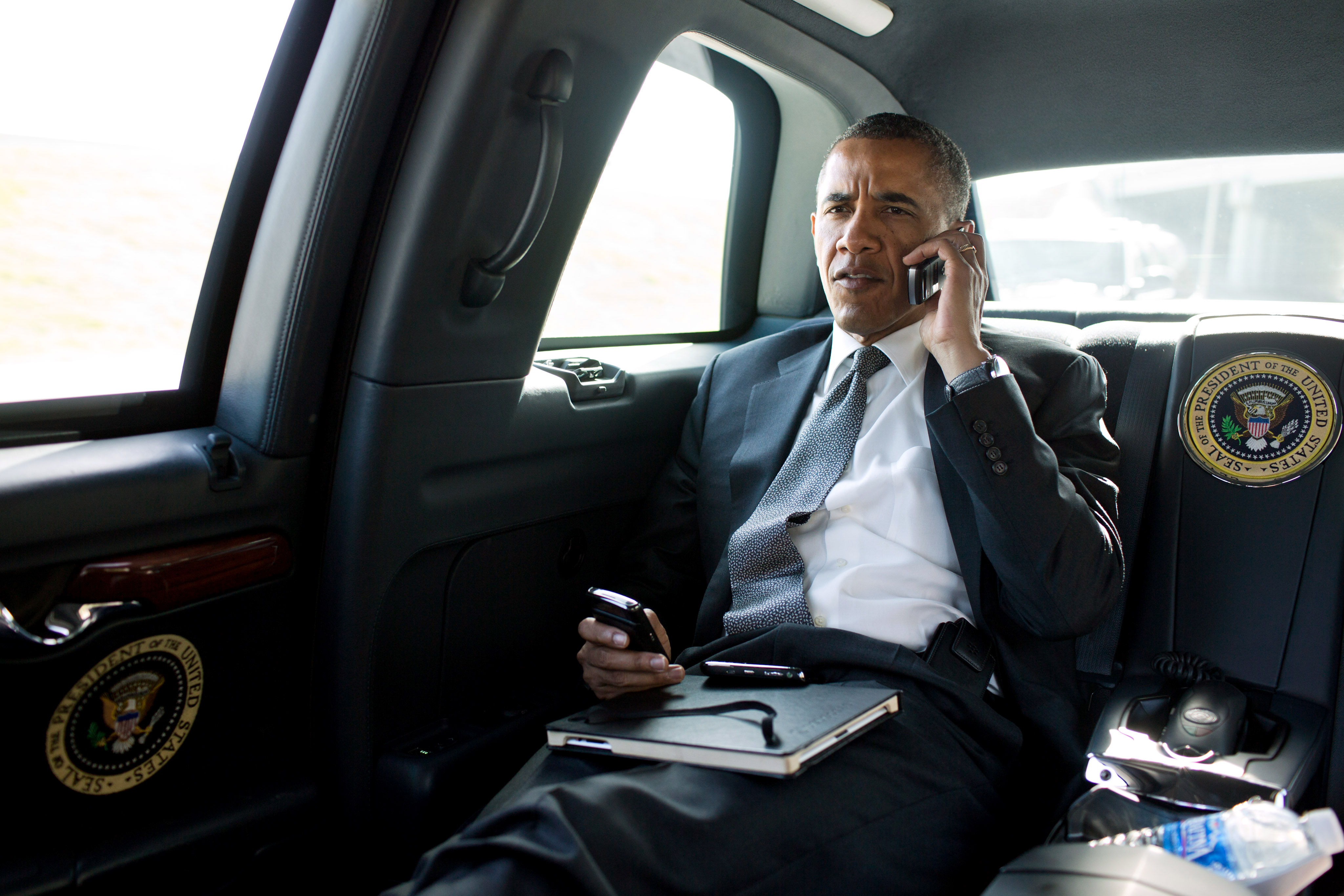
USA:s president Barack Obama talar med Auroras borgmästare Steve Hogan efter skottdramat

Media rapporterade att en ensam gärningsman hade tagit sig in via nödutgången till biosalong 9. Innan han började skjuta använde han tårgas mot publiken. Totalt träffades 71 personer av skotten, varav några satt i bredvidliggande salong 8.

## Gärningsmannen
Efter dådet greps en 24-årig man vid namn James Holmes. Gripandet gick lugnt till. Efter dådet har polisen försökt att komma in i hans lägenhet, men upptäckte att den var minerad med bomber. Därför gick polisen in med en bombrobot och utförde en så kallad "kontrollerad sprängning".
I augusti 2015 dömdes James Holmes till 3318 år i fängelse utan chans på villkorlig frigivning. I detta ingick 12 livstidsdomar, en för varje person han mördat.

## Offer
- Jonathan Blunk, 26 år
- Alexander J. Boik, 18 år
- Jesse Childress, 29 år
- Gordon Cowden, 51 år
- Jessica Ghawi, 24 år
- John Larimer, 27 år
- Matt McQuinn, 27 år
- Micayla Medek, 23 år
- Veronica Moser-Sullivan, 6 år + hennes ofödda syskon som dog senare på sjukhus
- Alex Sullivan, 27 år
- Alexander C. Teves, 24 år
- Rebecca Wingo, 32 år